# Lijst van NPO Radio 2 TopSongs in 2019
Deze hits waren in 2019 NPO Radio 2 TopSong op NPO Radio 2:
| Nr. | Datum        | Artiest                                                                           | Titel                                                                             |
| --- | ------------ | --------------------------------------------------------------------------------- | --------------------------------------------------------------------------------- |
| 229 | 4 januari    | Douwe Bob & Jacqueline Govaert                                                    | I Do                                                                              |
| 230 | 11 januari   | Calvin Harris & Rag'n'Bone Man                                                    | Giant                                                                             |
| 231 | 18 januari   | Lizzo                                                                             | Juice                                                                             |
| 232 | 25 januari   | Van Dik Hout                                                                      | Één nacht eeuwigheid                                                              |
| 233 | 1 februari   | Krezip                                                                            | Lost Without You                                                                  |
| 234 | 8 februari   | Ilse DeLange                                                                      | Half the Love                                                                     |
| 235 | 15 februari  | The Teskey Brothers                                                               | Pain and Misery                                                                   |
| 236 | 22 februari  | Anouk                                                                             | Million Dollar                                                                    |
| 237 | 1 maart      | White Lies                                                                        | Tokyo                                                                             |
| 238 | 8 maart      | Yola                                                                              | Faraway Look                                                                      |
| 239 | 15 maart     | Duncan Laurence                                                                   | Arcade                                                                            |
| 240 | 22 maart     | Bakermat featuring Albert Gold                                                    | Trouble                                                                           |
| 241 | 29 maart     | Danny Vera                                                                        | Roller Coaster                                                                    |
| 242 | 5 april      | Two Door Cinema Club                                                              | Talk                                                                              |
| 243 | 12 april     | Douwe Bob                                                                         | Consider                                                                          |
| 244 | 19 april     | Avicii featuring Aloe Blacc                                                       | SOS                                                                               |
| 245 | 26 april     | Mell & Vintage Future                                                             | Forever                                                                           |
| 246 | 3 mei        | Bruce Springsteen                                                                 | Hello Sunshine                                                                    |
| 247 | 10 mei       | Marco Borsato, Armin van Buuren & Davina Michelle                                 | Hoe het danst                                                                     |
| 248 | 17 mei       | Noel Gallagher's High Flying Birds                                                | Black Star Dancing                                                                |
| 249 | 24 mei       | Joe Buck                                                                          | The Way You Take Time                                                             |
| 250 | 31 mei       | Kensington                                                                        | Bats                                                                              |
| 251 | 7 juni       | Guus Meeuwis                                                                      | Kom we gaan                                                                       |
| 252 | 14 juni      | The Teskey Brothers                                                               | Hold Me                                                                           |
| 253 | 21 juni      | Freddie Mercury                                                                   | Time Waits for No One                                                             |
| 254 | 28 juni      | Suzan & Freek                                                                     | Blauwe dag                                                                        |
| 255 | 5 juli       | Black Pumas                                                                       | Colors                                                                            |
| 256 | 12 juli      | Ed Sheeran, Chris Stapleton & Bruno Mars                                          | Blow                                                                              |
| 257 | 19 juli      | DI-RECT                                                                           | Be Strong                                                                         |
| 258 | 26 juli      | Inge van Calkar                                                                   | Touchdown                                                                         |
| 259 | 2 augustus   | Lukas Nelson & Promise of the Real                                                | Find Yourself                                                                     |
| 260 | 9 augustus   | Tim Dawn                                                                          | Bite the Bullet                                                                   |
| 261 | 16 augustus  | Michael Kiwanuka                                                                  | You Ain't the Problem                                                             |
| 262 | 23 augustus  | Ed Struijlaart                                                                    | What I Like About You                                                             |
| -   | 30 augustus  | Geen NPO Radio 2 TopSong in verband met de Collecteweek van KWF Kankerbestrijding | Geen NPO Radio 2 TopSong in verband met de Collecteweek van KWF Kankerbestrijding |
| 263 | 6 september  | Kensington                                                                        | What Lies Ahead                                                                   |
| 264 | 13 september | Brittany Howard                                                                   | Stay High                                                                         |
| 265 | 20 september | 3JS                                                                               | De toekomst                                                                       |
| 266 | 27 september | Mell & Vintage Future                                                             | Willin'                                                                           |
| 267 | 4 oktober    | Sam Fender                                                                        | Will We Talk?                                                                     |
| 268 | 11 oktober   | Miss Montreal                                                                     | Een stap terug                                                                    |
| 269 | 18 oktober   | Blackbird                                                                         | Tell Your Mama                                                                    |
| 270 | 25 oktober   | Duncan Laurence                                                                   | Love Don't Hate It                                                                |
| 271 | 1 november   | Lizzo                                                                             | Good as Hell                                                                      |
| 272 | 8 november   | VanVelzen                                                                         | Opposite Lover                                                                    |
| 273 | 15 november  | DeWolff                                                                           | It Ain't Easy                                                                     |
| 274 | 22 november  | Coldplay                                                                          | Everyday Life                                                                     |
| 275 | 29 november  | Hannah Mae                                                                        | Back to You                                                                       |
| 276 | 6 december   | Lewis Capaldi                                                                     | Before You Go                                                                     |
| 277 | 13 december  | Darlyn                                                                            | I Think We're Alone Now                                                           |
| -   | 20 december  | Geen NPO Radio 2 TopSong in verband met de Radio 2 Top 2000                       | Geen NPO Radio 2 TopSong in verband met de Radio 2 Top 2000                       |
| -   | 27 december  | Geen NPO Radio 2 TopSong in verband met de Radio 2 Top 2000                       | Geen NPO Radio 2 TopSong in verband met de Radio 2 Top 2000                       |

2014 ·
2015 ·
2016 ·
2017 ·
2018 ·
2019 ·
2020 ·
2021 ·
2022 ·
2023 ·
2024 ·
2025